# Uptown Boy
Upton Boy, surnommé « Joey », (né le 7 juillet 2001) est un cheval KWPN, monté en saut d'obstacles par la cavalière suisse Janika Sprunger.

## Histoire
Il naît le 7 juillet 2001 à l'élevage de A.L. Regeling, à Dedemsvaart, aux Pays-Bas.
Janika Sprunger l'acquiert à l'âge de 7 ans, et participe avec lui à ses premières épreuves comptant au classement mondial, Coupes des nations, Coupe du monde et Global Champions Tour. Les plus beaux succès du couple couvrent les saisons 2011 à 2013. La cavalière annonce la mise à la retraite d'Upton Boy fin février 2018, alors que le hongre est âgé de 17 ans.

## Description
De robe baie, il toise 1,66 m. Il est surnommé « Joey »